# 开放访问授权
开放访问授权是指研究机构、研究资助者或政府采取的一项政策，他們會要求或建议研究人员，通常是大学教师或研究人员或被研究類基金資助的學者，将其发表的经同行评审的期刊文章和会议论文开放获取 。